# Bulkowo (gmina)
Bulkowo – gmina wiejska w Polsce położona w województwie mazowieckim, w powiecie płockim. W latach 1975–1998 gmina administracyjnie należała do województwa płockiego. Siedziba gminy to Bulkowo.
Według danych z 30 czerwca 2004 gminę zamieszkiwały 5983 osoby. Natomiast według danych z 31 grudnia 2017 roku gminę zamieszkiwało 5650 osób.
Według danych z 31 grudnia 2019 roku gminę zamieszkiwało 5512 osób.
1 stycznia 1975 z gminy Bulkowo wyłączono a) sołectwo Gromice, włączając je do gminy Bodzanów, oraz b) sołectwo Ostrzykówek, włączając je do gminy Staroźreby. 

## Struktura powierzchni
Według danych z roku 2002 gmina Bulkowo ma obszar 117,11 km², w tym:
- użytki rolne: 90%
- użytki leśne: 4%

Gmina stanowi 6,51% powierzchni powiatu.

## Demografia

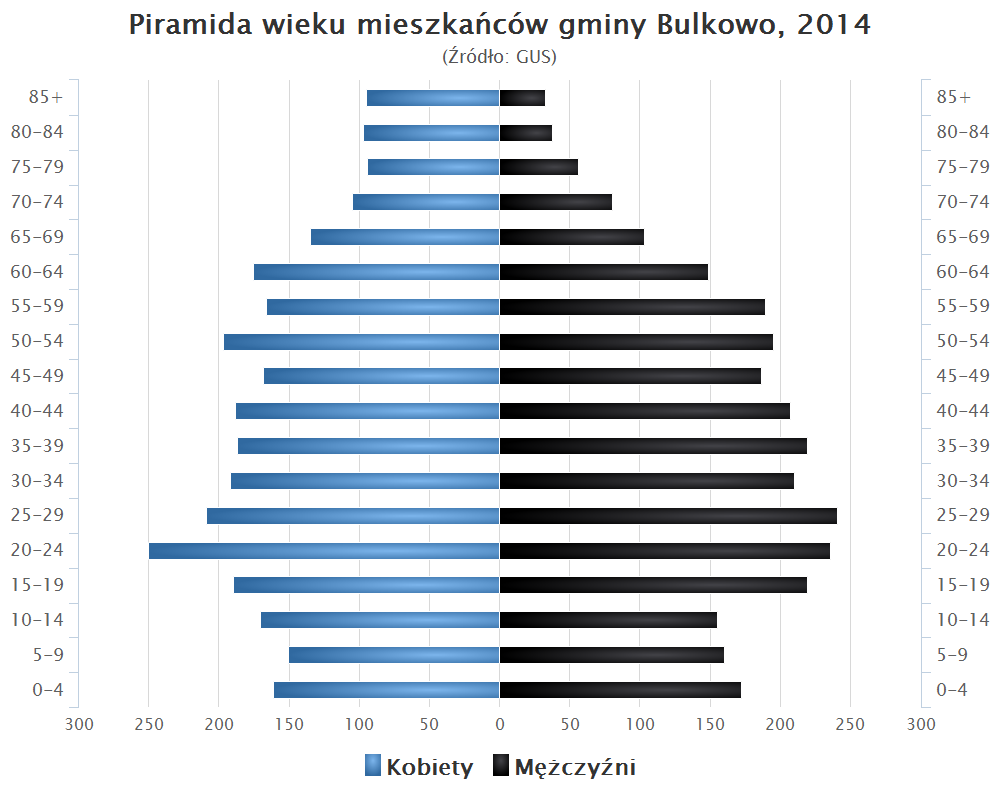
Piramida wieku mieszkańców gminy Bulkowo w 2014 roku

Dane z 31 grudnia 2017 roku.
| Opis                              | Ogółem | Ogółem | Kobiety | Kobiety | Mężczyźni | Mężczyźni |
| --------------------------------- | ------ | ------ | ------- | ------- | --------- | --------- |
| Jednostka                         | osób   | %      | osób    | %       | osób      | %         |
| Populacja                         | 5 650  | 100    | 2 867   | 50,7    | 2 783     | 49,3      |
| Gęstość zaludnienia [mieszk./km²] | 49     | 49     | 25      | 25      | 24        | 24        |

## Sołectwa
Blichowo
, Bulkowo
, Bulkowo-Kolonia
, Chlebowo
, Daniszewo
, Dobra
, Gniewkowo
, Gocłowo
, Golanki Górne
, Krubice Stare
, Krzykosy
, Nadułki
, Nadułki-Majdany
, Nowe Krubice
, Nowe Łubki
, Nowy Podleck
, Osiek
, Pilichowo
, Pilichówko
, Rogowo
, Słupca
, Sochocino-Badurki
, Sochocino-Czyżewo
, Sochocino-Praga
, Stare Łubki
, Stary Podleck
, Szasty
, Włóki
, Wołowa
, Worowice
Wsie bez statusu sołectwa: Malenie i Nowe Rogowo.

## Sąsiednie gminy
Bodzanów, Dzierzążnia, Mała Wieś, Naruszewo, Radzanowo, Staroźreby